# Sphaenognathus albofuscus
Sphaenognathus albofuscus es una especie de coleóptero de la familia Lucanidae.

## Distribución geográfica
Habita en Bolivia y Colombia.